# Can Geli (la Jonquera)
Can Geli és una casa de la Jonquera (Alt Empordà) inclosa a l'Inventari del Patrimoni Arquitectònic de Catalunya.

## Descripció
Edifici situat al centre del poble, de planta baixa, pis i golfes. La porta d'accés com una de les finestres del primer pis, és carreuada i a la llinda hi figura la data 1703. La façana està totalment arremolinada i només permet veure els carreus emmarcant les obertures esmentades. La coberta de la casa és a dues vessants.